# Kollwitzstraße (Berlin)
Die Kollwitzstraße in Berlin-Prenzlauer Berg ist eine Wohn- und Geschäftsstraße, angelegt 1872 in der Hochkonjunktur der Gründerjahre. Sie wurde vornehmlich mit großbürgerlichen Mietshäusern bebaut, viele davon in serieller Bauweise. Anfangs Weißenburger Straße genannt, wohnte dort über mehr als fünfzig Jahre die Künstlerin Käthe Kollwitz, nach der die Straße 1947 umbenannt wurde. In den 1990er Jahren prägte die Straße das Image von ganz Prenzlauer Berg, 2023 gehörte sie zu den teuersten Wohnlagen Berlins.

## Lage
Einen Kilometer nördlich des Alexanderplatzes beginnt die Kollwitzstraße am Senefelderplatz und verläuft über gut einen Kilometer Länge nordwärts quer durch den sogenannten Kollwitzkiez. Sie passiert Metzer und Belforter Straße und liegt zwischen Knaackstraße und Wörther Straße am Kollwitzplatz. Im weiteren Verlauf kreuzt sie die Sredzkistraße und endet an der Danziger Straße, um dort in die Senefelderstraße überzugehen.
Die Weißenburger Straße gehörte zum ehemaligen Stadtteil der Rosenthaler Vorstadt. Ihre Nummerierung in Hufeisenform wurde 1877 erstmalig geändert, ein Jahr nach der Umbenennung bekam die Kollwitzstraße 1948 ihre heutige Orientierungsnummerierung.

## Verkehr und Straßenbild
Die Kollwitzstraße ist mit 34 Metern relativ breit, von den 1872 angelegten, je vier Meter breiten Vorgärten sind einige Einfriedungen erhalten. Auf der Fahrbahn ist Platz für beidseitige Pkw-Parkflächen in Senkrechtaufstellung. Der südliche Abschnitt am Senefelderplatz wurde um 1990 dauerhaft verkehrsberuhigt und die Einmündung zur Schönhauser Allee für den Kraftverkehr versperrt. Auf der Fahrbahn ist dort ein historisches Großsteinpflaster von 1897 erhalten, es stand 2024 unter Denkmalschutz. Seit 2012 ist die Kollwitzstraße jeden Samstag für einen Wochenmarkt zwischen Knaack- und Sredzkistraße gesperrt.
Ab 1894 durchfuhr die Weißenburger Straße eine Straßenbahn mit Endhaltestelle an der Kreuzung zur Danziger Straße. Die rot–grüne Linie 53 führte stadteinwärts zum Hackeschen Markt und weiter Richtung Hermannplatz. Anfangs betrieben von der Großen Berliner Pferde-Eisenbahn wurde die Linie im März 1900 elektrifiziert und 1938 eingestellt.
1889 pflanzte die Stadtverwaltung in der Weißenburger Straße in relativ engem Abstand insgesamt 265 Bäume, vermutlich Linden. Seit dem Ersten Weltkrieg wurden sie durch Platanen (Platanus acerifolia) ersetzt, deren alter Bestand 2024 das Straßenbild bestimmte. Das Pflanzjahr fast aller Bäume wird mit 1938 angegeben.

## Geschichte 1872–1947: die Weißenburger Straße

### Frühes 19. Jahrhundert:Büttner’scher FeldwegundJudengang

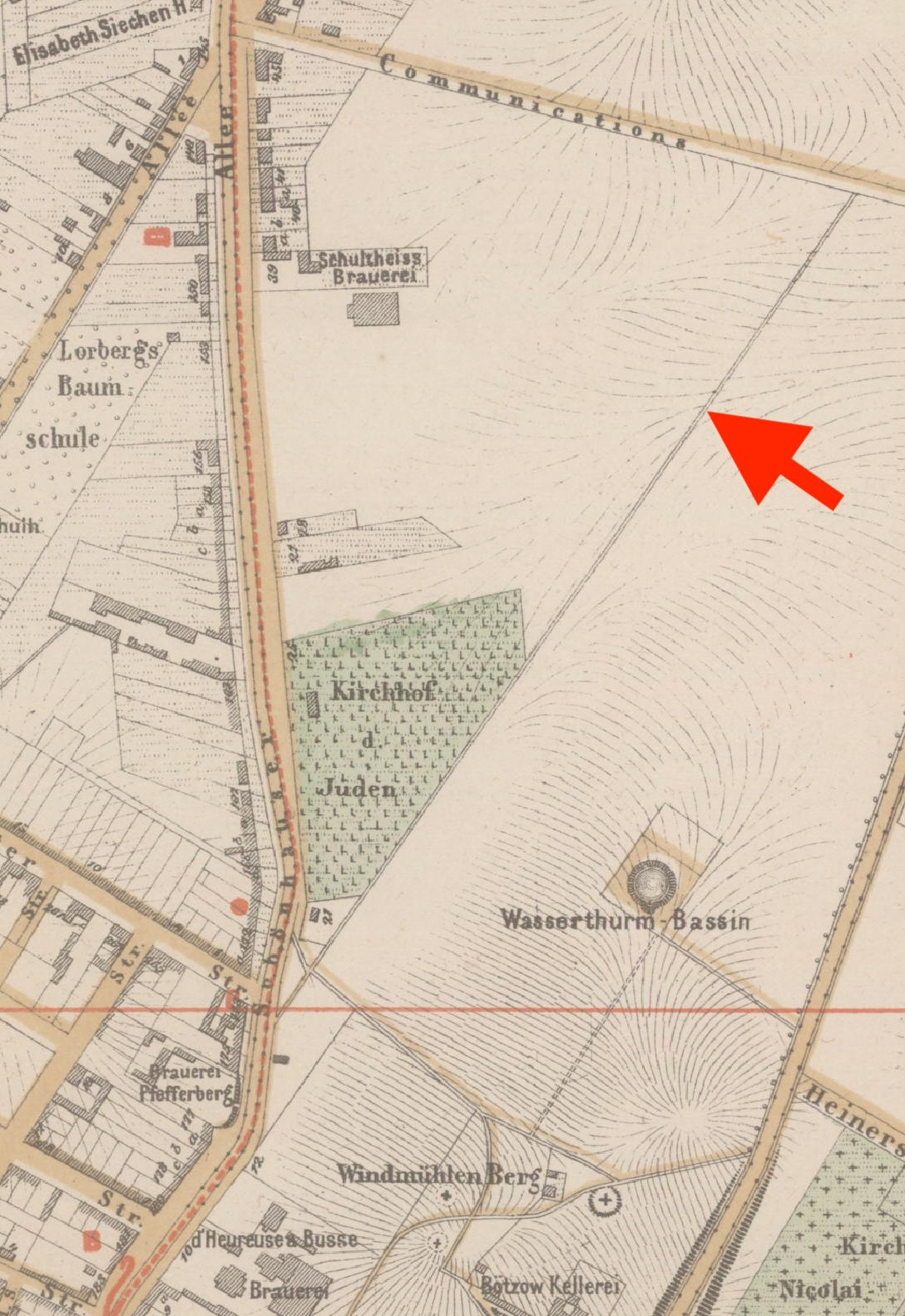
Feldweg, 1871

Zusammen mit der parallel laufenden Greifswalder Straße und der Kastanienallee gehört die Kollwitzstraße zu denjenigen Straßen, die entlang alter Ackerfluren der nördlichen Berliner Feldmark verlaufen, um 1750 genannt Remisen oder Eichelhufen. Sie verläuft in voller Länge parallel zum ehemaligen Büttner’schen Feldweg, der nach der Separation 1822 das Land des Großgrundbesitzers Wilhelm Gotthold Büttner im Osten begrenzte. Am südlichen Teil des Feldweges verkaufte Büttner 1824 ein Stück Land an die Jüdische Gemeinde, die dort den Jüdischen Friedhof an der Schönhauser Allee anlegte. Der alte Feldweg an der Friedhofsmauer wurde bekannt als Judengang, er wurde nie bebaut und ist seit 2003 ein Gartendenkmal an den Höfen der Kollwitzstraße 17–59. Östlich des Feldwegs befanden sich 1822 Äcker des Großgrundbesitzers Christian Friedrich Bötzow, dem Großvater des Brauereibesitzers Julius Bötzow.
Zu den ersten Bewohnern der Gegend zählte die Familie des Mühlenmeisters Dedlow, ihr Haus befand sich ab 1827 an der Südspitze des Judengangs, ihre Privatmühle stand oberhalb der heutigen Kollwitzstraße, nördlich von Würst’s Lokal nahe der heutigen Straßburger Straße. Die Bockwindmühle der Dedlows war eine der letzten Mühlen auf dem Windmühlenberg, sie brannte im Juli 1872 ab. Nördlich der Mühlen und östlich der heutigen Kollwitzstraße gelegen befand sich ab den späten 1850er Jahren ein großer Wasserspeicher der Berlin Waterworks Company' am heutigen Wasserturmplatz.

### Ab 1872: Straße der Gründerjahre

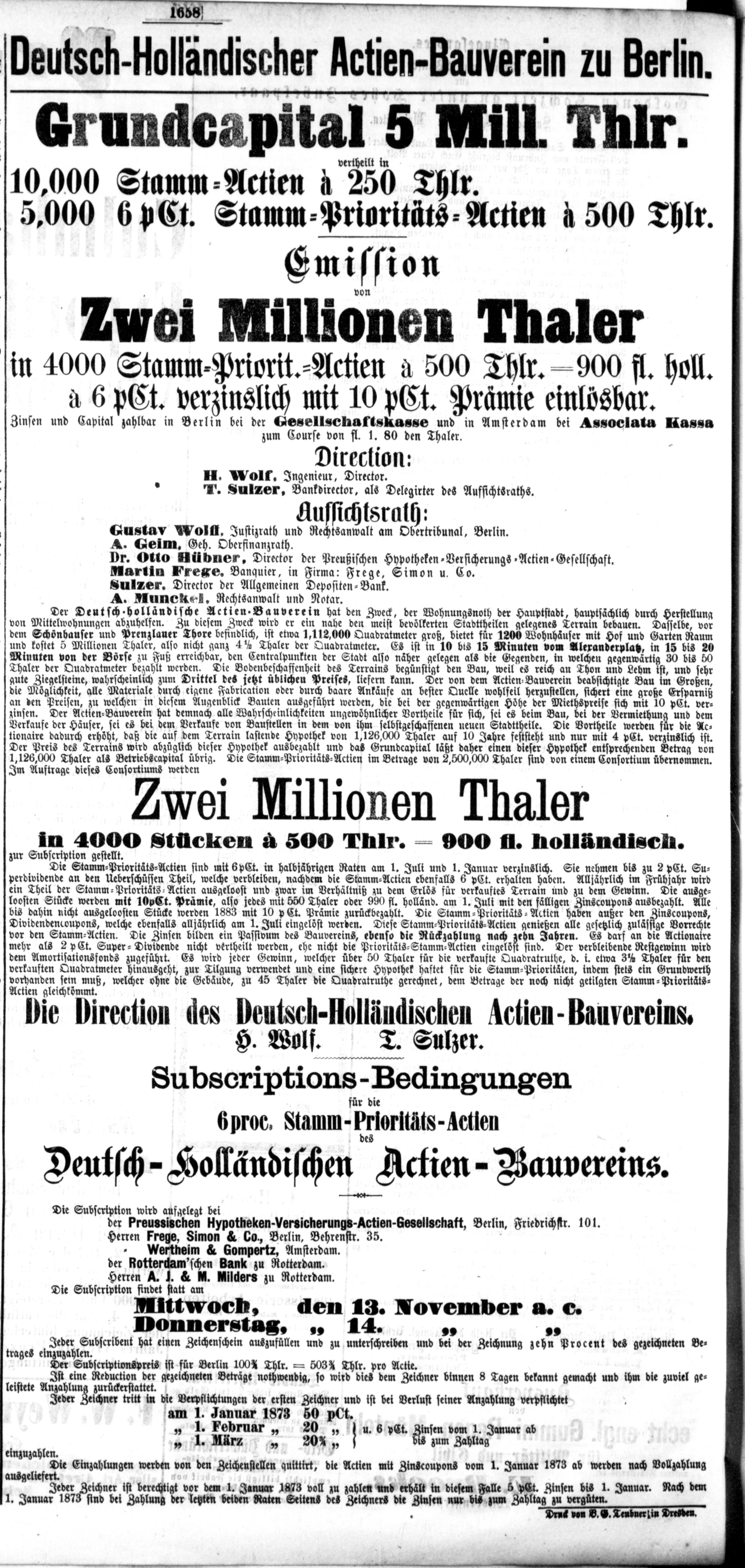
Emission, 1872

Als Planstraße war die heutige Kollwitzstraße im Bebauungsplan von 1862 noch genau im Verlauf des Büttner’schen Feldwegs vorgesehen. Dies änderte sich 1872 in der Hochkonjunktur der Gründerjahre, als zwei Actien-Bauvereine das Land erwarben. Der Actienbauverein Königstadt kaufte mehrere Äcker der Familie Bötzow, der Deutsch-Holländische Actien-Bauverein übernahm die ausgedehnten Felder der Büttner’schen Erben für angeblich fünf Millionen Thaler. Fast die gesamte Fläche des heutigen Kollwitzkiezes war nun in Besitz dieser beiden Aktiengesellschaften.
1872 beantragte der Actienbauverein Königstadt eine Änderung der Bebauungspläne, und die damalige Planstraße Nr. 4 wurde rund fünfzig Meter vom Friedhof versetzt weiter ostwärts angelegt. Dadurch wurde eine beidseitige Bebauung der Straße mit Mietshäusern ermöglicht, und auch die Anlage der geplanten Stadtplätze änderte sich: Am südlichen Ende der Straße entstand eine neue Fläche für den späteren Senefelderplatz, die Fläche des heutigen Kollwitzplatzes (damals: Platz H) wurde wesentlich vergrößert – aus den Plänen gestrichen dagegen wurde ein großer, dreieckiger Platz B an der westlichen Ecke zur Danziger Straße. Die Breite der neuen Straße wurde auf großzügige 34 Meter festgelegt.
Dem Actienbauverein Königstadt gehörte das Land an der südlichen Straßenhälfte, das er parzellenweise an private Bauherren verkaufte. An der „städtebaulich herausragenden nördlichen Platzkante“ am späteren Senefelderplatz entstand 1874 ein repräsentatives Gebäude mit großer Dachkuppel.
Die nördliche Straßenhälfte ab den heutigen Hausnummern 50/51 war in Besitz des Deutsch-Holländischen Actien-Bauvereins. Dieser trat selbst als Bauherr auf und unternahm 1873 den ersten und bis in die 1920er Jahre einzigen Anlauf, den Wohnungsbau in Berlin zu industrialisieren. Sein Architekt Otto Klau plante eine Reihe repräsentativer, großbürgerlicher Mietshäuser mit Vorgärten, klassizistischen Fassaden, marmornen Treppenhäusern, „üppig dimensionierten“ Geschossflächen von gut 300 Quadratmetern sowie Geschosshöhen von bis zu 4,40 Meter. Nach dem Gründerkrach Ende 1873 wurden die Grundrisse dem Immobilienmarkt etwas angepasst und die meisten Häuser mit Seitenflügeln fertiggestellt, in denen zusätzliche, kleinere Wohnungen untergebracht wurden.
24 Häuser errichtete der Deutsch-Holländische Actien-Bauverein bis 1876 entlang der Straße. Sie hatten vier bis fünf Geschosse und weitgehend gleiche Grundrisse, unterschieden sich allerdings deutlich im Fassadenschmuck. In äußerst kurzer Bauzeit wurden die Gebäude in einem damals innovativen, rationalisierten Prozess hergestellt: der Bauverein errichtete dazu nördlich der Danziger Straße mehrere Fabriken für die Herstellung von Beschlägen und Bauholz sowie eine große Ziegelei mit Ringofen auf dem heutigen Helmholtzplatz.

„So wurden 1873 bis 1875 unter Ausschaltung von Einzelhandwerkern die Häuser […] fabrikmäßig fix und fertig hergestellt. Der [heutige Kollwitzplatz] blieb noch zehn Jahre lang eine Sandwüste mit einer Oase von elenden Bäumen und Sträuchern in der Mitte.“

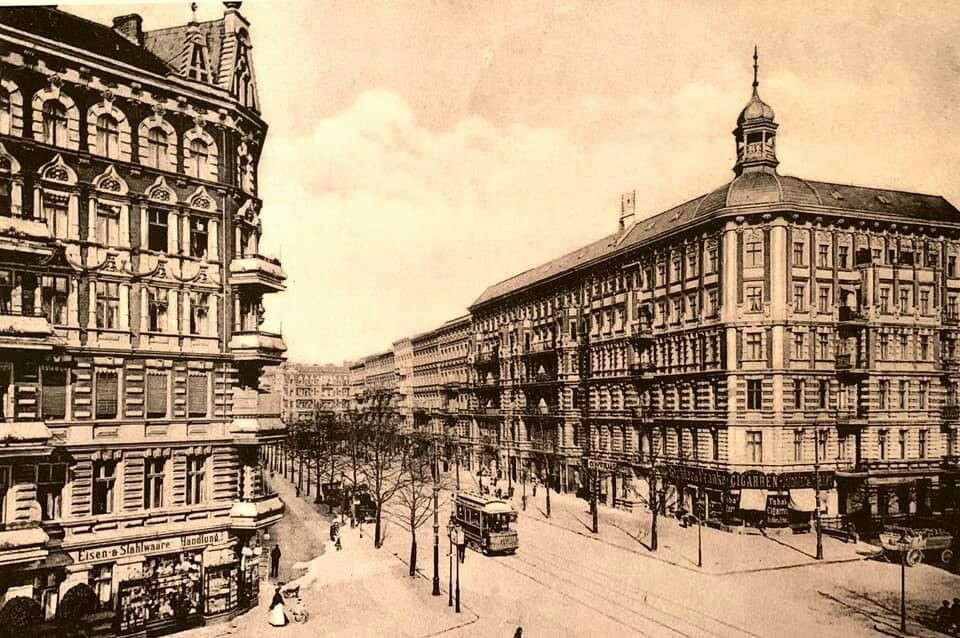
Ecke Fransekistraße, 1905

Mit der Fertigstellung der ersten Häuser wurde die Straße Nr. 4 im März 1874 per Kabinettsordre als Weißenburger-Straße benannt, nach der Schlacht bei Weißenburg im Elsass im Deutsch-Französischen Krieg 1870. Die kreuzende Tresckow- und Franseckistraße bekamen Namen preußischer Generale. Nachdem zahlreiche hohe Offiziere, darunter der spätere Generalmajor Gustav von Kortzfleisch, repräsentative Wohnungen in der Weißenburger Straße bezogen, hieß die Gegend im Volksmund Generalsviertel, mit „großen stattlichen Häusern, welche von einem anständigen Publikum, Beamten, Lehrern, Kaufleuten etc. bewohnt“ waren.
Bis Mitte der 1880er Jahre war der Deutsch-Holländische Actien-Bauverein in der Weißenburger Straße tätig. 1884 erwarben die Bauunternehmer Leberecht Haase und Rudolf Mücke insgesamt zehn Grundstücke im nördlichen Straßenteil, an der Kreuzung zur Fransekistraße (heutige Sredzkistraße) errichteten sie drei große, sechsgeschossige Eckhäuser.

### 1876 und 1886: Anlage der Schmuckplätze
Nachdem der Actienbauverein Königstadt sein Bau-Bureau am südlichen Ende der Weißenburger Straße abgezogen hatte, legte die Berliner Parkverwaltung unter Gustav Meyer dort 1876 einen Schmuckplatz an, genannt Thusneldaplatz. 1892 wurde an der Südspitze ein Denkmal für den Erfinder der Lithografie Alois Senefelder aufgestellt und der Platz 1896 in Senefelderplatz umbenannt.
Verzögert durch langwierige Verhandlungen mit den vier Voreigentümern begann die Berliner Parkverwaltung unter Direktor Hermann Mächtig erst 1886 mit dem Ausbau des Wörther Platzes (heute Kollwitzplatz). 1899 stellte die Stadtverwaltung an der Ecke zur Wörther Straße einen größeren Springbrunnen auf, der zuvor auf dem Alexanderplatz gestanden hatte. Dort war am alten Ort, unweit des heutigen Brunnens der Völkerfreundschaft, 1895 eine Berolina errichtet worden. Auf dem Wörther Platz stand der Springbrunnen – ein Etagenbrunnen in rundem Becken mit Wasserpflanzen – bis zum Ende des Zweiten Weltkriegs. Seit der Umgestaltung des Kollwitzplatzes 1949 durch Reinhold Lingner befindet sich an der Ecke ein Kinderspielplatz.
Neben den Schmuckplätzen bestand das Straßengrün in den ersten Jahrzehnten vornehmlich aus Vorgärten, die beidseitig an den Gehwegen vor den meisten Häusern der Straße lagen.

„Unsere Vorgärten in der Weißenburger Straße – herrlich. Mit sehr schönen, schmiedeeisernen Gittern. […] Die Vorgärten wurden richtig gepflegt und gegossen, mit Blumen bestückt von der Haushälterin oder vom Portier. Das war für den Anblick, für die Sauberkeit der Straße eine sehr, sehr schöne Sache.“

### 1890er Jahre: „Ladenausbrüche“ und wachsender Geschäftsverkehr

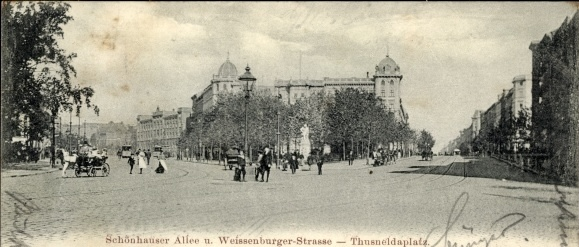
Weißenburger Straße (rechts) am Thusneldaplatz, ca. 1895

1897 wurde die Straße neu gepflastert, der südliche Teil am Senefelderplatz bekam das noch heute erhaltene Großsteinpflaster, der nördliche Teil wurde asphaltiert. Ein Anwohner aus dem Haus Nr. 12 beschrieb die Straße als zunehmend belebt:

„Die Weißenburgerstr. ist unzweifelhaft schon seit Jahren die schönste und beste Straße unseres Bezirks geworden. Sie wird seit Kurzem auch Geschäftsstraße, wie die vielen in vergangenen Jahren stattgehabten und in diesem Jahre projektirten Ladenausbrüche beweisen. Die früher ruhige Straße ist dadurch zu einer sehr lebhaften geworden, da sie täglich von hunderten von Geschäftswagen befahren wird, […] der Omnibus- und Pferdebahn-Verkehr [dauert] bis gegen 1½ Uhr Nachts.“

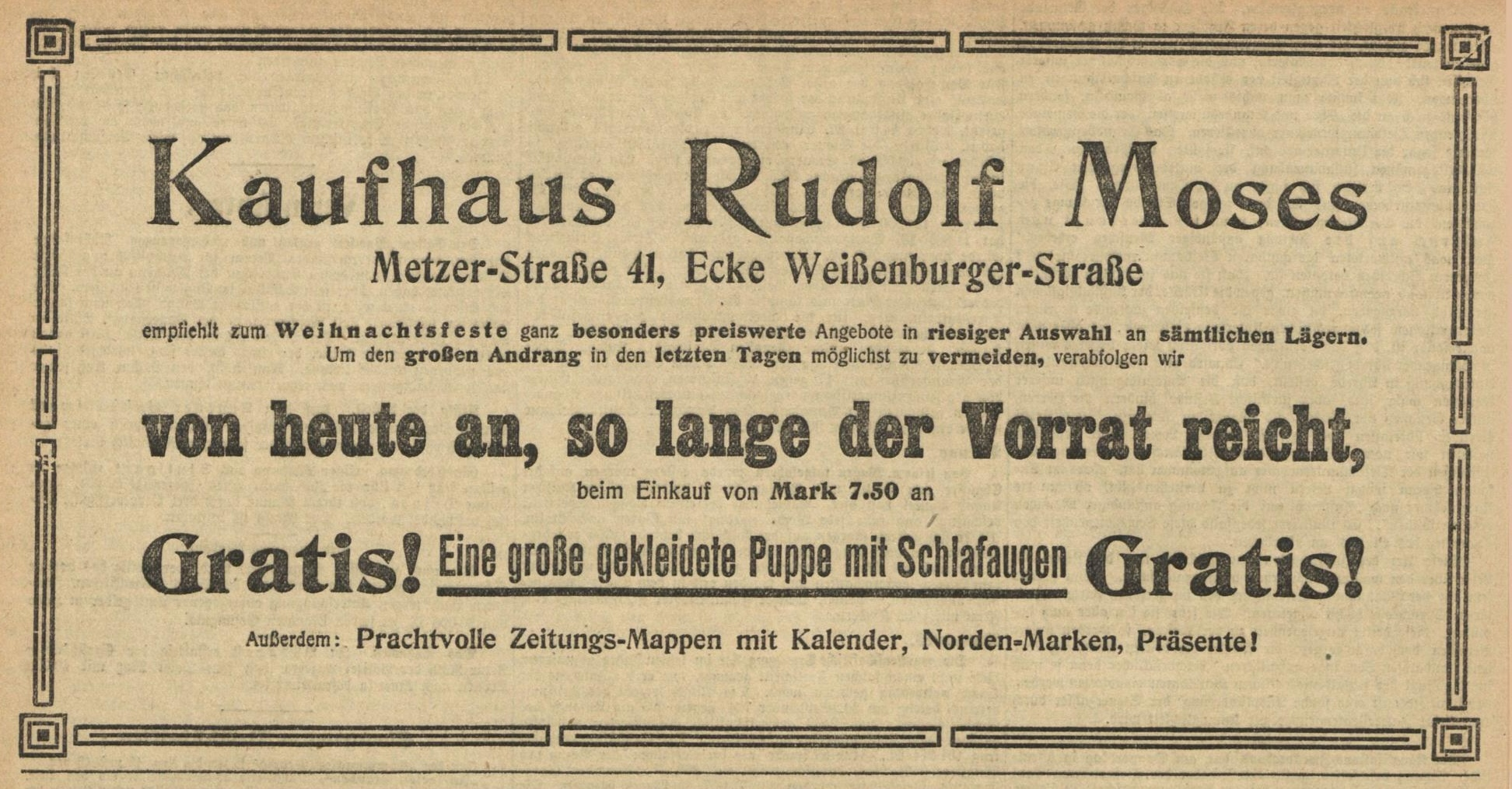
Anzeige, Weihnachten 1907

An der Weißenburger Ecke Metzer Straße 41 eröffnete der Kaufmann Rudolf Moses 1886 eine Posament-Waarenhandlung.  In den 1890ern zweigeschossig ausgebaut, war sie eine der größten Stoff- und Wäschehandlungen des Bezirks. 1895 expandierte Moses und gründete das große Kaufhaus R. & S. Moses am Weddingplatz, das Geschäft Ecke Weißenburger Straße nannte er später Kaufhaus Rudolf Moses, bei der Geschäftsaufgabe 1918 hieß es Kaufhaus zum Stern. 1919 erfolgte im Erdgeschoss ein Umbau zum Kino, das bis 1949 unter den Namen Union Theater und Lichtspiele am Senefelderplatz betrieben wurde. Seit 1959 werden die Räume als Kindertagesstätte genutzt, mit Eingang an der Kollwitzstraße 16.

„Bis Herbst 1932 [wohnte ich] Metzer Straße 41 Ecke Weißenburger. Hier am Senefelderplatz verbrachte ich meine Kindheit. Die ganze umliegende Gegend Senefelder- und Wörther Platz trug damals den Namen „Kleines Geheimratsviertel“. In den Vorderhäusern […] wohnten nämlich mehrere Ärzte, Schuldirektoren und Akademiker, lebte liberales Bürgertum.“

### Schulhaus Weißenburger Straße 36

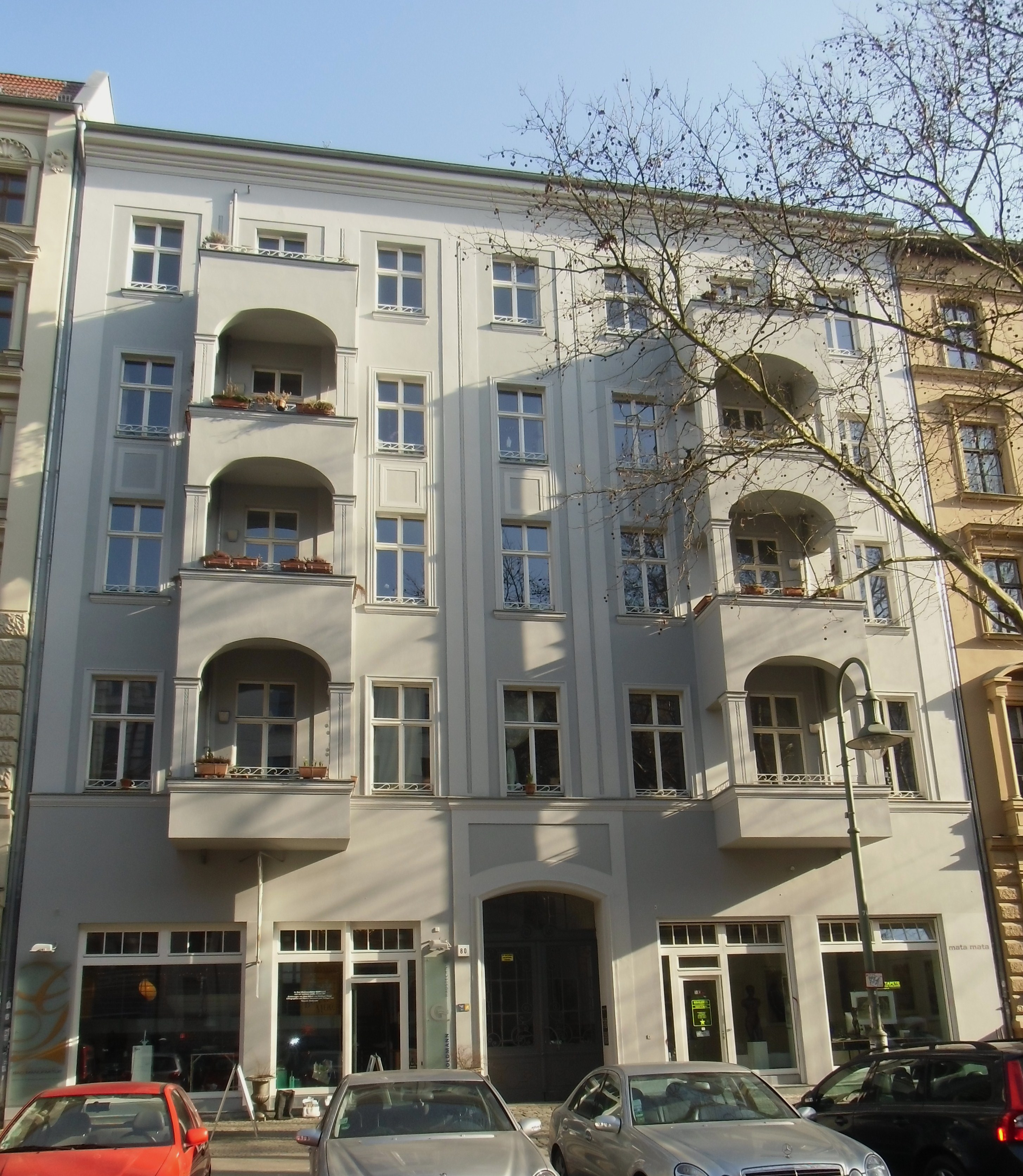
Ehemaliges Schulhaus Kollwitzstraße 80, 2013

Die heutige Kollwitzstraße 80 war über mehrere Jahrzehnte, von 1881 bis 1908, ein Gemeindeschulhaus. 1874 vom Deutsch-Holländischen Actien-Bauverein als Wohnhaus erbaut, zog die komplette Bewohnerschaft – insgesamt achtzehn Haushalte – 1881 wieder aus, als die Stadt Berlin das Gebäude anmietete und dort die 121. Gemeindeschule einrichtete. Im Haus wurden mehr als eintausend Schulkinder untergebracht, es wurde zu einem dauerhaften Provisorium:

„[Die Schule ist] überfüllt, es haben sogar bereits einige fliegende Klassen eingerichtet werden müssen. Es ist mit Sicherheit zu erwarten, daß bei der großen Bautätigkeit […] in spätestens 2 Jahren dort bereits wiederum so viel schulpflichtige Kinder vorhanden sein werden, um eine neue Schule zu füllen.“

In den kommenden Jahrzehnten verteilten sich tausende Kinder aus der Miethsschule auf mehrere neugegründete Schulbauten in der Umgebung, insgesamt vier Schulen haben in der heutigen Kollwitzstraße 80 ihren Ursprung:
- Das heutige Kultur- und Bildungszentrum Sebastian Haffner, Sitz des Museum Pankow. Die 121. Gemeindeschule, gegründet 1881 in der Weißenburger Straße 36, zog 1886 in den von Hermann Blankenstein errichteten Schulbau an der Prenzlauer Allee.
- Die Grundschule im Hofgarten. Die 162. Gemeindeschule, 1886 in der Weißenburger Straße gegründet, zog 1894 in den ebenfalls von Blankenstein errichteten Neubau in der Danziger Straße.
- Die Gemeindeschule Oderberger Straße. Seit 1894 in der Weißenburger Straße, zog die katholische 200. Gemeindeschule 1902 in die von Ludwig Hoffmann erbaute neue Schule.
- Die Grundschule an der Marie. Die katholische 239. Gemeindeschule, ab April 1900 mit achtzehn Klassen und knapp 1000 Plätzen in der Weißenburger Straße untergebracht,[46] zog im Oktober 1908 in das neue Schulhaus in der Christburger Straße.[47]

Nach 27 Jahren Schulbetrieb wurde das Haus 1909 umgebaut und ab 1910 wieder als Wohnhaus genutzt.

### Schulhaus Weißenburger Straße 4a

#### II. Städtische Realschule (1889–1932)

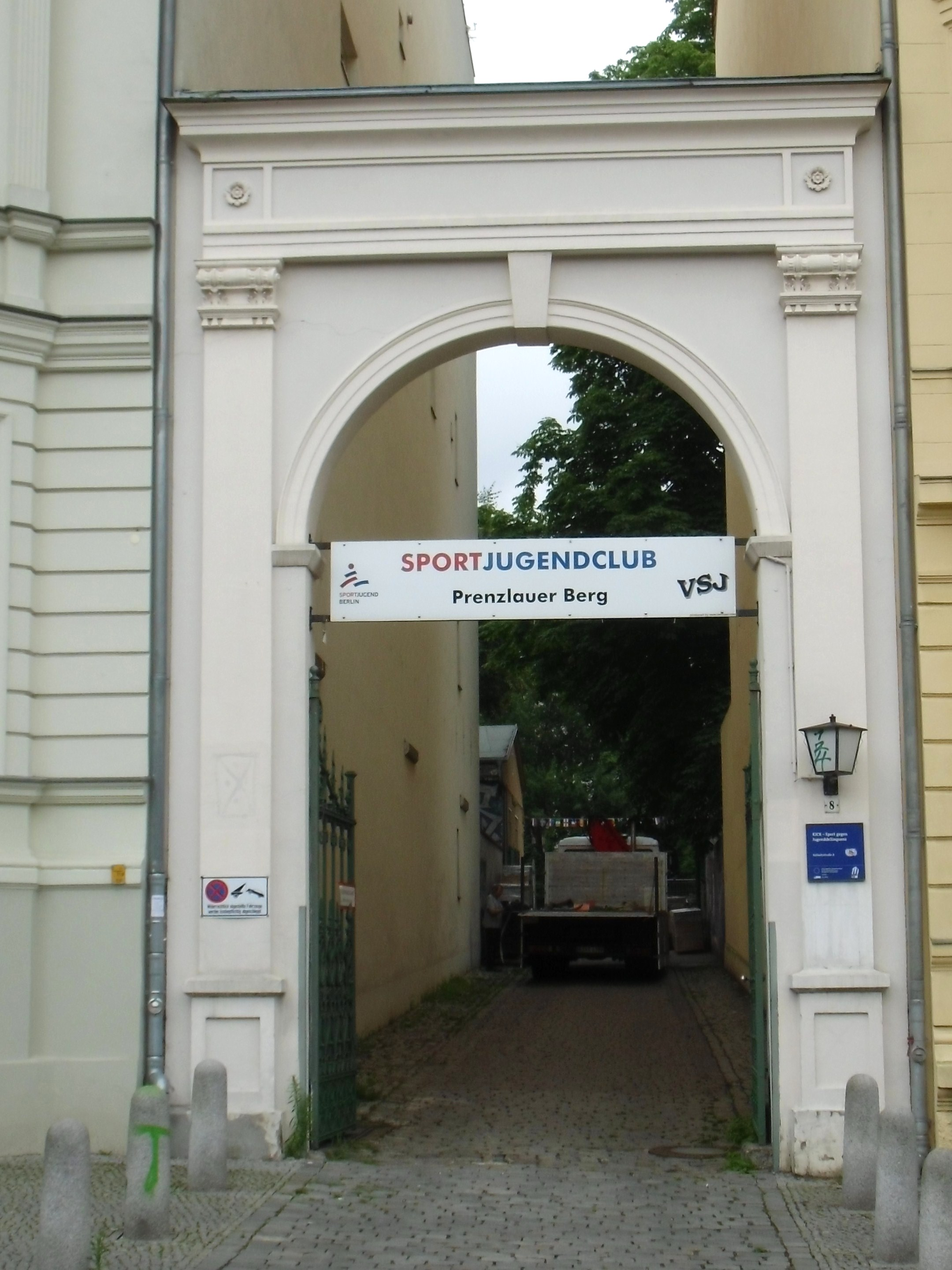
Ehemaliger Schuleingang, Kollwitzstraße 8, 2012

Auf einem Hofgrundstück vis-à-vis dem Senefelderplatz wurde 1889 nach Plänen von Stadtbauinspektor Fritz Haack ein Gebäude für die die II. Realschule (Höhere Bürgerschule für Knaben) errichtet.  Der 44 Meter lange Bau bot Platz für mehr als 450 Schüler und war von der Straße aus nur durch eine Häuserlücke – fünf Meter schmal und fünfzig Meter lang – zu erreichen (heute Kollwitzstraße 8). Zur Ausstattung der Schule gehörte eine separate Turnhalle, eine kleine Aula, eine Bibliothek sowie eine Amtswohnung für den Direktor. Zum 25-jährigen Bestehen bekam die Schule 1911 den Namen Hecker-Realschule, nach dem Schulreformer Johann Julius Hecker. 1932 wurde die Schule vom Magistrat aufgelöst.

#### Sophien-Lyzeum (1936–1939)
1932 zog ein privates Mädchen-Gymnasium mit rund 200 Schülerinnen ein – genannt Ulrich’sches Lyzeum, Schulleiterin war Marie Pomme. Nach ihrem Tod übernahm 1936 das Sophien-Lyzeum aus der Weinmeisterstraße sowohl die Räume als auch sämtliche Schülerinnen und war bis 1939 in der Weißenburger Straße 4a ansässig. 1940 wurde das Lyzeum mit der Cosima-Wagner-Schule zusammengelegt, zog zunächst in die Pasteurstraße, später in die Dunckerstraße und hieß seit 2013 Käthe-Kollwitz-Gymnasium.
Im Zweiten Weltkrieg wurde der Schulbau in der Weißenburger Straße beschädigt und anschließend mit Ausnahme der Turnhalle abgerissen. 1960 entstand im Rahmen des Nationalen Aufbauwerks ein langer Flachbau für eine Kegelbahn, daneben Klubräume und Ballspielplätze, später genannt „Freizeitcenter“. Seit Sommer 1993 ist die Anlage ein öffentlich geförderter Sportjugendklub, auf der wettkampftauglichen Bohlebahn trainierte 2024 unter anderem der Sportverein der Berliner Verkehrsbetriebe.

### Nationalsozialismus und Zweiter Weltkrieg
Am 22. August 1933 verhaftete die Geheime Staatspolizei in zwei Wohnungen in der Weißenburger Straße 79 und 66 (heutige Kollwitzstraße 53) zahlreiche Mitglieder der Reichsleitung des Sozialistischen Jugend-Verbands, darunter Karl Baier und Lilli Adel.
Zwischen 1933 und 1945 wurden in der Straße insgesamt 37 Häuser jüdischer Eigentümer beschlagnahmt, zwangsversteigert oder (zwangs)verkauft.
Für sechzehn Immobilien bekam die Jewish Claims Conference 1993–2008 Entschädigungen ausgezahlt. 2024 waren im Gehwegpflaster vor den Haustüren 25 Stolpersteine verlegt für Menschen, die von den Nationalsozialisten deportiert und ermordet wurden.
In der Kollwitzstraße gab es sehr große Kriegsschäden, mehr als zwanzig Wohnhäuser wurden bei alliierten Luftangriffen 1943 und 1945 zerstört. Bei einem Großangriff britischer Bomber am 22. und 23. November 1943, der auch die Charlottenburger Gedächtniskirche traf, stürzte ein mit Bomben beladenes Flugzeug auf ein Gebiet zwischen Senefelderplatz und Belforter Straße. Allein in Prenzlauer Berg wurden an den zwei Abenden der Luftangriffe mehr als 1300 Gebäude getroffen:

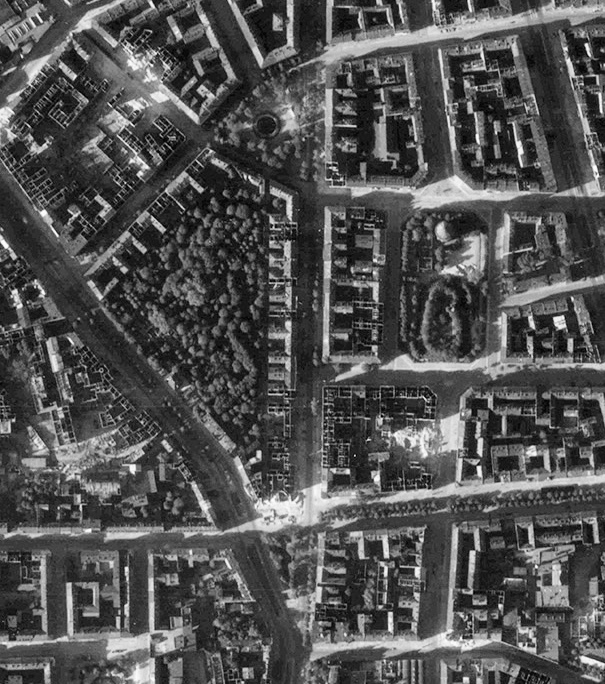
Kriegsschäden, Mai 1944

„Zahlreiche Sprengbomben und grosse Massen von Brandbomben verursachten beträchtliche Schäden […]. Es entstanden neben zahlreichen Einzel- und Reihenbränden Flächenbrände, [darunter] Fransecky-, Treskow-, Wörther Strasse, [und] am Senefelder Platz.“

Auch das Wohnhaus von Käthe Kollwitz in der Weißenburger Straße 25 wurde am 23. November 1943 getroffen und zerstört. Zahlreiche ihrer frühen Gemälde und Zeichnungen verbrannten. Weitere Bomben fielen auf eine Filiale der Löwenbrauerei im Eckhaus Belforter Straße 30 – ein gegenüber gelegenes großes Betriebsgelände auf dem Hof Belforter Ecke Weißenburger Straße erlitt „Totalschaden“. Im Mai 1944 waren fast alle Gebäude zwischen Metzer und Belforter Straße ausgebrannt.
Vierzehn Monate später, nach einem Luftangriff am 24. Februar 1945, notierten die Behörden: „Treffer von Minen- und Sprengbomben auf Fahrbahn Weißenburger Ecke Wörther Str., Wohnhaus Tresckow- Ecke Weißenburger Str., Wörther Str. 34“ (seit 2002 Grünfläche „Schöne Ecke“, Kollwitzstraße 67). Beim größten Angriff der amerikanischen Luftstreitkräfte während des Krieges mit Stabbrandbomben und Flüssigkeitsbomben am 18. März 1945 entstanden in der „Gegend der Weißenburger Straße“ mehrere Großbrände. Am 11. April 1945 zerstörte eine Luftmine das Haus Weißenburger Straße 75 am heutigen Abenteuerspielplatz.
Inmitten der Trümmer veranstaltete die Rote Armee kurz vor Kriegsende am 1. Mai 1945 auf dem Wörther Platz eine Siegesfeier.

## Geschichte ab 1947: die Kollwitzstraße

### Nachkriegszeit
Am 8. Juli 1947, dem 80. Geburtstag von Käthe Kollwitz (1867–1945), wurde die Straße von Weißenburger Straße in Kollwitzstraße umbenannt. Bei einer Feierstunde vor Ort mit Bürgermeisterin Ella Kay bekam auch der Wörther Platz einen neuen Namen, er wurde nach Käthes Ehemann, dem Arzt und Sozialdemokraten Karl Kollwitz in Kollwitzplatz umbenannt.
Mit einer Reihe Grafiken von Käthe Kollwitz eröffnete im August 1949 das Kunstkabinett Prenzlauer Berg in der Kollwitzstraße 93. Eingerichtet auf Initiative von Herbert Tucholski und betrieben vom kommunalen Kunstamt, wurden die Räume bis in die späten 1950er Jahre genutzt, etwa für Ausstellungen von Otto Dix, Sella Hasse, Fritz Koch-Gotha und Gustav Seitz, der dort seine Entwürfe für das Käthe-Kollwitz-Denkmal vorstellte. Das Kunstkabinett – auch bekannt als „Kollwitz-Kabinett“ – war Vorläufer der 1973 eröffneten kommunalen Galerie am Prater.

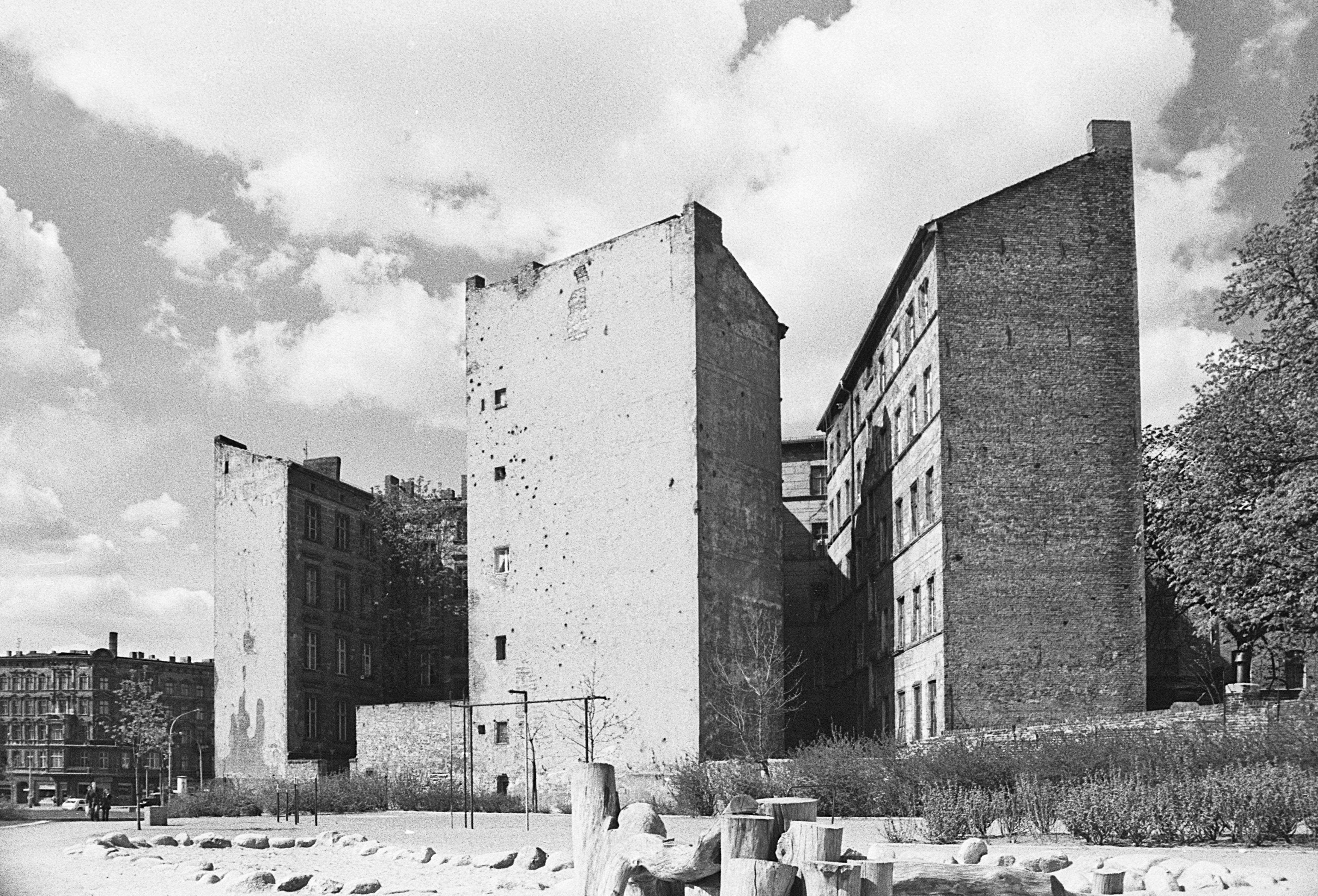
Kollwitzstraße Ecke Senefelderplatz, 1977

Während die nördliche Hälfte der Straße relativ wenige schwere Kriegsschäden erlitt, dauerte die Enttrümmerung der südlichen Kollwitzstraße viele Jahre:

„Die schlimmsten Bombenschäden gab es zwischen Belforter und dem Senefelderplatz. Bis auf die Ecke Metzer waren beide Straßenseiten ein einziges Ruinenfeld. Dort zog sich das Abräumen der Trümmerberge bis tief in die fünfziger Jahre, dort gab es auch ein provisorisches Schienennetz, auf dem kleine Kipploren Ziegelsteine und Schutt fortschafften.“

Noch acht Jahre nach dem Krieg waren zahlreiche zerstörte Fenster zur Straße mit Pappe oder Brettern verhangen – viele Wohnungen und Läden standen leer. Im Sommer 1953 schlug die Sowjetarmee für mehrere Wochen ein Feldlager auf dem Kollwitzplatz auf, die Soldaten waren zur Niederschlagung des Volksaufstands vom 17. Juni 1953 dort stationiert. Um den Platz standen zahlreiche Panzer.

### DDR: Verfall des Volkseigentums

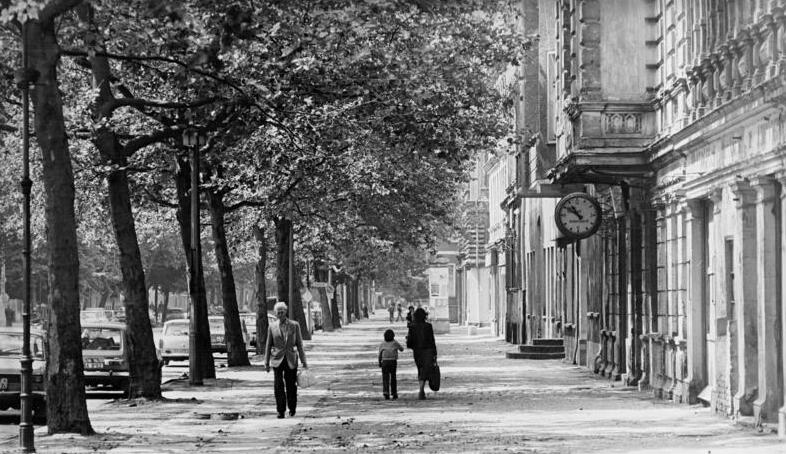
Vor der Kollwitzstraße 95, 1979

Fast alle Gründerzeithäuser der Kollwitzstraße wurden in der DDR enteignet und in Volkseigentum oder kommunale Verwaltung überführt. Sie galten als „kapitalistische Bausubstanz“, in ihre Erhaltung wurde wenig investiert. Um 1958 wurden in Bombenlücken am Senefelder- und Kollwitzplatz zwei neue Wohnhäuser errichtet, und 1959 das beschädigte Eckhaus Kollwitzstraße 59 mit originaler Fassade wieder aufgebaut. Dort zog im gleichen Jahr der Maler Harald Metzkes ein:

„’59 war es noch richtig ruhig. Da stand auf der Kollwitzstraße nur das Auto von Herrn Stendke, dem Klempner, ein Opel Olympia von 1936, grün gestrichen wie Parkbänke, […] das war das Auto der Straße.“

Mit fortschreitendem Verfall der alten Häuser verließen zahlreiche Menschen die Straße, zurück blieben „Rentner, Niedrigverdiener“ und leere Wohnungen, vor allem in den Seitenflügeln. Mit dem Zuzug zahlreicher Studenten, Künstler und Kreativer begann in den 1980er Jahren eine Gentrifizierung, es bildete sich eine größere subkulturelle Bewegung und Prenzlauer Berg wurde bekannt als die „Große Nische“, als „Hort größtmöglicher Freiheit in der DDR.“ Unter den Augen der Stasi organisierte eine literarisch produktive Kunstszene Ausstellungen, Lesungen und Samisdat-Zeitschriften. Die Atmosphäre im Viertel, so der Lyriker Andreas Koziol, damals wohnhaft in der Kollwitzstraße, war geprägt von „defensiver Anarchie und erfinderischer Notgedrungenheit“.

### 1990er Jahre: Das „Herz“ von Prenzlauer Berg
Mit dem Ende der DDR und dem Ende der „Großen Nische“ verbreitete sich ab 1990 ein neuer „Mythos Prenzlauer Berg“, als Erzählung „von Widerstand und Solidarität, vom vertrauten Dorf inmitten der tosenden Großstadt“. Zahlreiche Presseberichte sahen den Ursprungsort dieses Mythos „zwischen Kollwitzplatz und nahegelegenem Wasserturm“:

„Wenn über Prenzlauer Berg und dessen Atmosphäre geredet wird, spricht man von diesem kleinen Gebiet.“

Die Kollwitzstraße galt damals als „Herz des Prenzlauer Berges“, sie prägte in den frühen 1990er Jahren das Image des ganzen Stadtbezirks, und der Mythos begann, sich in zahlreichen kulturellen und gastronomischen Investitionen niederzuschlagen:

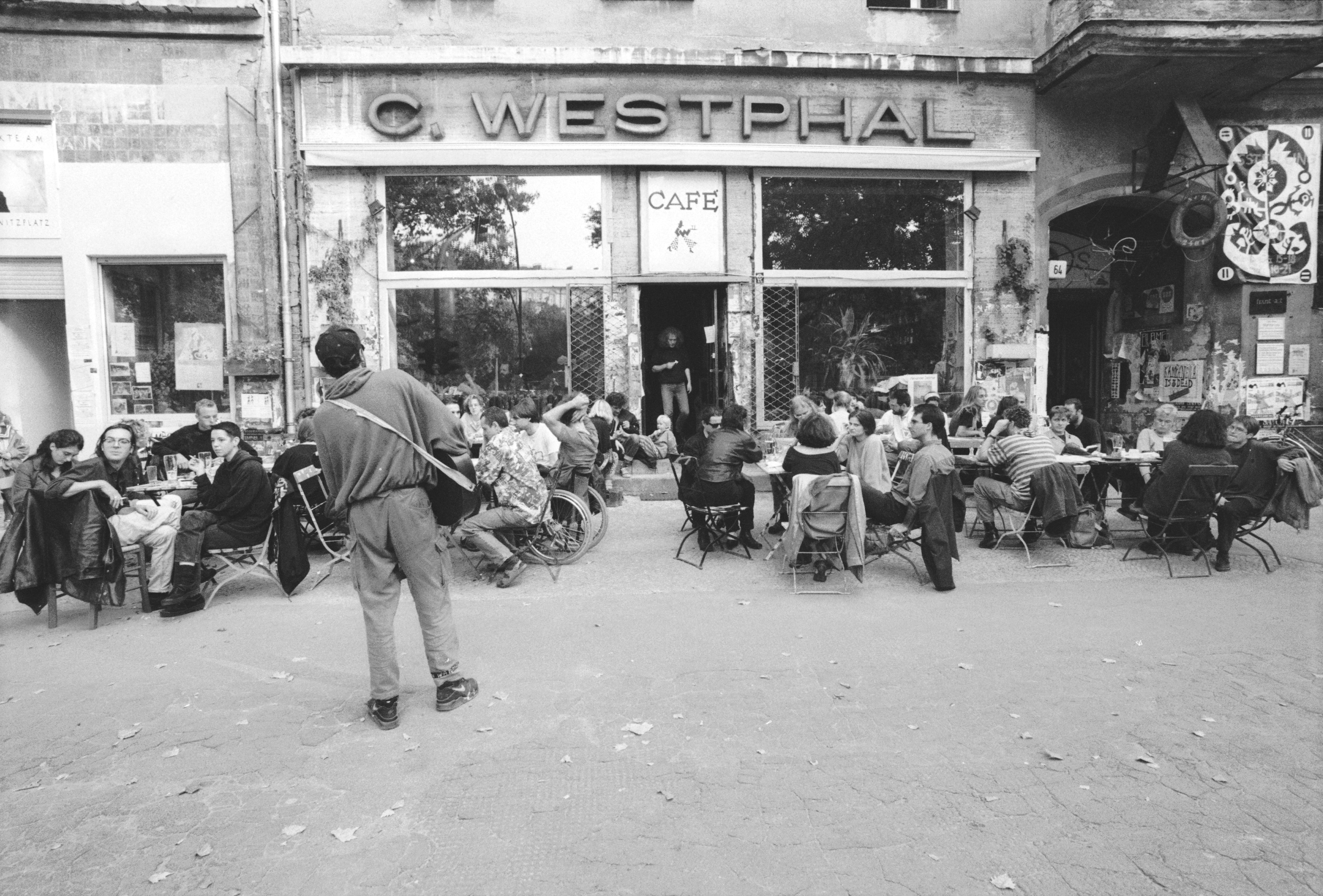
Café Westphal, 1993

Die „erste Kneipe am Kollwitzplatz“ nach der Wende war von Februar 1990 bis September 1997 das Café Westphal in der Kollwitzstraße 64. Es bezog die ehemaligen Räume der dort ab 1891 ansässigen Ost- und Westpreußischen Branntwein- und Liqueur-Industrie von F. C. Westphal. 

„Das […] Café ist den „Touris“ aus Ost und West längst ein Geheimtip, weil eben typisch Prenzlauer Berg.“

Als erstes Restaurant der Straße eröffnete die Krähe 1991 im Haus Nummer 84. Zahlreiche weitere Neugründungen folgten, 1996 gab es im Kollwitzkiez einhundert Kneipen.
Mehr als zwei Drittel der Häuser wurden in den 1990er Jahren restituiert, und anschließend jedes zweite Haus in der Kollwitzstraße weiterverkauft. Zeitgleich mit der aufkommenden Gründerwelle wurde das Viertel 1993 zum städtebaulichen Sanierungsgebiet erklärt, bis 2008 flossen 68 Millionen Euro (heute etwa 93 Millionen Euro) an öffentlichen Mitteln in den Ausbau und die Modernisierung von Wohnungen, es entstanden etwa vierhundert neue, teils aufwendige konstruierte Dachgeschosswohnungen. 1997 wurden in der Kollwitzstraße bereits Mieten von bis zu 35 Mark (entspricht heute 29 Euro) pro Quadratmeter verlangt. Nach Abschluss der Sanierungen gehörte der Kollwitzkiez 2023 wieder zu den teuersten Wohnlagen in Berlin.

„Heute ist der Kiez so bürgerlich, wie er es während der Bauphase 1873 werden sollte.“

### Nachverdichtung ab 1990
In der Kollwitzstraße werden mehrere Immobilien von der kommunalen Gewobag verwaltet, darunter das denkmalgeschützte Haus Nummer 69 und das 1958 erbaute Haus Nummer 58 am Kollwitzplatz.
Die Gewobag-Vorgängerin WIP errichtete 1995 einen größeren Sozialbau mit öffentlichem Hofspielplatz in der Kollwitzstraße 4 und ließ am Ort des kriegszerstörten Wohnhauses der Familie Kollwitz 1996 das kleinste Wohngebäude der Straße errichten. Mit großenteils fensterloser Fassade und einem Treppenhaus zur Straßenseite beinhaltet der Bau fünf Sozialwohnungen und kostete rund drei Millionen Mark (heute etwa 2,5 Millionen Euro).
Eine weitere Kriegslücke am nördlichen Kollwitzplatz (Kollwitzstraße 70) wurde 1996 vom Architekten Alfred Grazioli bebaut. Gegenüberliegend entstand 1999 ein siebengeschossiges Wohnhaus mit der Hausnummer 68. Weiter nördlich baute der Deutsche Paritätische Wohlfahrtsverband in der Kollwitzstraße 94/96 sein Haus der Parität, seit 2002 Verbands-Geschäftsstelle und Zuhause zahlreicher Menschen mit Hilfebedarf. Das Eckhaus Kollwitzstraße 14 am Senefelderplatz, in den 1950er Jahren mit einem sechsgeschossigen Wohnhaus neu bebaut, wurde 2005 mit einem Atelierwohnhaus zur Metzer Straße ergänzt.
Bereits von etwa 1970 bis 2000 stand an der Kollwitz- Ecke Belforter Straße ein größerer Flachbau, errichtet für den VEB Datenverarbeitung der Land-, Forst- und Nahrungsgüterwirtschaft. 2009 wurde an der Ecke nach Plänen von Marc Kocher ein großer, siebengeschossiger Häuserkomplex mit 73 Wohnungen errichtet, genannt KolleBelle. Angrenzend entstand 2016 in der Kollwitzstraße 20 ein Neubau des Architekten Eike Becker.

## Persönlichkeiten
- Adolf Streckfuß (1823–1895), Schriftsteller, wohnte ab 1886 in der Weißenburger Straße 28, heute Kollwitzstraße 64
- Marie Wernicke (1850–1915), Schriftstellerin, unterhielt von 1897 bis 1906 eine kleine Kontraktschule für Mädchen in der Weißenburger Straße 30/30a, heute Kollwitzstraße 68
- Gustav von Kortzfleisch (1854–1910), Generalmajor und Militärschriftsteller, wohnte 1877 in der Weißenburger Straße 28,[107] heute Kollwitzstraße 64
- Das Ehepaar Karl Kollwitz (1863–1940), Arzt und Politiker, und Käthe Kollwitz (1867–1945), Bildende Künstlerin, lebte von 1891 bis 1943 im Eckhaus Weißenburger Straße 25 (kriegszerstört), heute Kollwitzstraße 56a Ecke Knaackstraße
- Hermann Horwitz (1885–ca. 1943 in Auschwitz), Sportmediziner, erster Mannschaftsarzt von Hertha BSC, geboren in der Weißenburger Straße 64, heute Kollwitzstraße 57.[108]
- Fancia Grün (1904–1945), Widerstandskämpferin gegen den Nationalsozialismus, wohnte in der Weißenburger Straße 20, heute Kollwitzstraße 48.
- Die Familie Harald Metzkes (* 1929), Maler, Elrid Metzkes (1932–2014), Textilkünstlerin, und Kinder, darunter Robert Metzkes (* 1954), Bildhauer, besaß von 1959 bis 1992 eine Atelierwohnung in der Kollwitzstraße 59 Ecke Kollwitzplatz
- Wieland Förster (* 1930), Bildhauer, wohnte von Mitte der 1960er bis in die 1990er Jahre in der Kollwitzstraße 10
- Friedhelm Beuker (1932–2012), Sportmediziner, wohnte bis zu seiner Ausreise in der Kollwitzstraße 79
- Gerd Poppe (1941–2025), Bürgerrechtler, und Ulrike Poppe (* 1953), Bürgerrechtlerin, wohnten ab 1990 in der Kollwitzstraße 66
- Friedrich Goldmann (1941–2009), Komponist und Dirigent, wohnte 1973–1979 im 1. Obergeschoss der Kollwitzstraße 52
- Eckehardt Ruthenberg (1943–2011), Designer, lebte 1984–1988 in der Kollwitzstraße 54.
- Karl Biedermann (* 1947), Bildhauer, hatte in den 1980er Jahren ein Atelier in der Kollwitzstraße
- Dieter Krause (* 1947), Journalist, wuchs in der Kollwitzstraße 66 auf
- Marianne Birthler (* 1948), ehemalige Bundesbeauftragte für die Stasi-Unterlagen, wohnte in den 1990er und 2000er Jahren in der Kollwitzstraße 66
- Sergej Gladkich (* 1952), Übersetzer, wohnte in den 1980er Jahren in der Kollwitzstraße
- Andreas Koziol (1957–2023), Lyriker, wohnte in der Kollwitzstraße 41
- Thomas Krüger (* 1959), DDR-Bürgerrechtler, Berliner Senator und Präsident der Bundeszentrale für politische Bildung, wohnte um 1990 in der Kollwitzstraße 60.[109]
- Paul Landers (* 1964), Musiker, wohnte 1990 in der Kollwitzstraße 52
- Ilko-Sascha Kowalczuk (* 1967), Historiker, wohnte von 1988 bis 1993 in der Kollwitzstraße

## Wissenswertes
- Die Weißenburger Straße 66, heute Kollwitzstraße 53, war von 1891 bis 1900 Sitz des Allgemeinen Deutschen Gärtner-Vereins, einer gewerkschaftlichen Vorläuferorganisation der ÖTV und der ver.di. Im Haus befand sich auch die Redaktion der Allgemeinen deutschen Gärtner-Zeitung.[110] 1991 erwarb die Anwohnerschaft das Gebäude und ließ es instandsetzen, es war damals eines der ersten öffentlich geförderten Sanierungsprojekte in Prenzlauer Berg.[111]
- 1913 wurde zur Stromversorgung der erweiterten U-Bahn-Linie A ein unterirdisches Gleichrichterunterwerk zwischen Weißenburger Straße und dem U-Bahnhof Senefelderplatz errichtet.
- Aus der Weißenburger Straße 33 (heute Kollwitzstraße 74) deportierten und vertrieben die Nationalsozialisten von 1941 bis 1943 sechs Menschen, darunter den Mitbegründer der Widerstandsgruppe Chug Chaluzi Leopold Chones, ermordet 1943 in Auschwitz.[112] Von der Nachkriegszeit bis 1991 betrieben Meta Lohrey und Familie im gleichen Haus ein Fuhrunternehmen[113] mit bis zu achtzehn Pferden im Stallgebäude auf dem Hof.[114] Kollwitzstraße 56, 1975

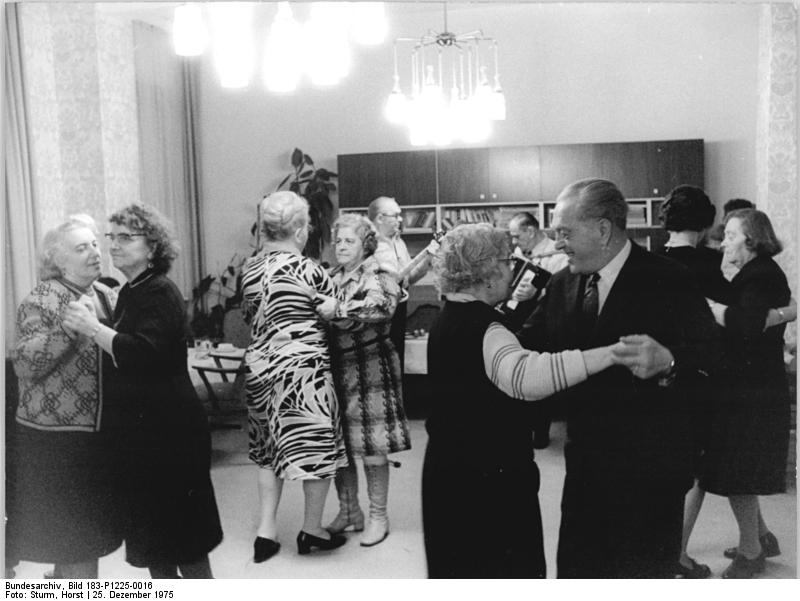
Kollwitzstraße 56, 1975

- In der Kollwitzstraße 56 Ecke Knaackstraße befand sich von 1961 bis in die späten 1990er Jahre ein Veteranenklub der Volkssolidarität.
- Im Seitenflügel der Kollwitzstraße 80, parterre links, unterhielt das Ministerium für Staatssicherheit von 1973 bis 1989 eine Konspirative Wohnung.[115]
- In der Kollwitzstraße 50 organisierte Uwe Warnke im Herbst 1984 den „Letzten Deutschen Kunstsalon“, Thema einer Sondernummer der Samisdat-Zeitschrift Entwerter/Oder.[116]
- 1990 eröffnete das Netzwerk Spiel/Kultur in der Kollwitzstraße 37 den Abenteuerlichen Bauspielplatz.[117]
- Bei der ersten privaten Immobilien-Auktion in Ost-Berlin[118] im Dezember 1990 ersteigerte das Künstlerpaar Christoph Radke und Klaus Schmidt unter großem Medieninteresse das Mietshaus Kollwitzstraße 52 für 1,05 Millionen Mark (heute etwa 1,07 Millionen Euro).[119]
- Die Kollwitzstraße 57 ist seit 1995 Eigentum einer Mietergenossenschaft. Dort hat der Lukas Verlag seinen Sitz.
- In Günter Grass’ Roman Ein weites Feld (1995) wohnt die Hauptfigur Fonty im Dachgeschoss der Kollwitzstraße 75.
- 1995 zog das Zinnober, erstes Freies Theater der DDR, unter dem Namen Theater o.N. in die Kollwitzstraße 53.
- Während seines Staatsbesuchs im Juni 2000 speiste US-Präsident Bill Clinton in einem Restaurant an der Knaack- Ecke Kollwitzstraße.

### Bildende Kunst
- Harald Metzkes (* 1929)

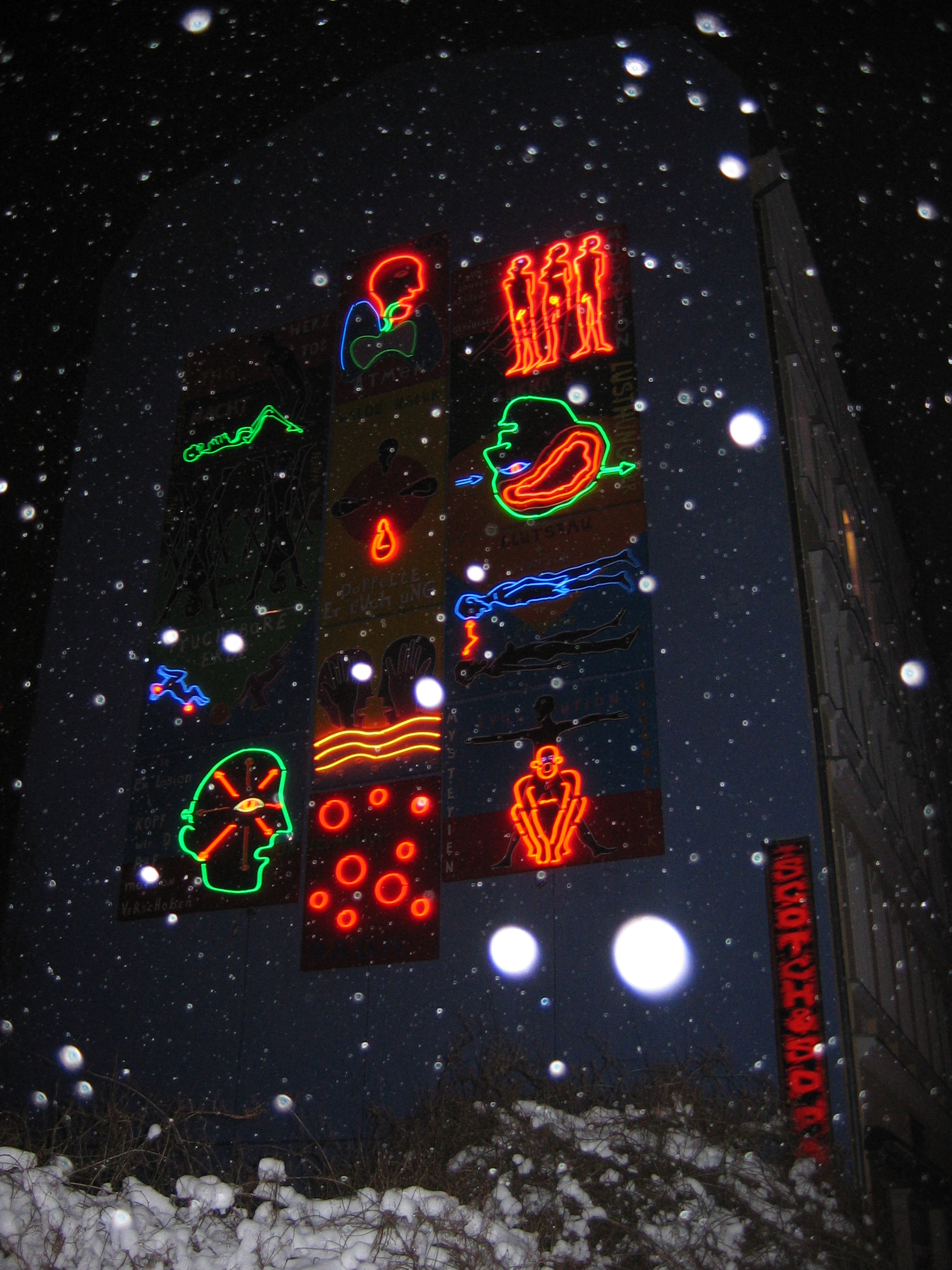
Wilde Natur, Installation,
Kollwitzstraße 18, 2005

  - Fußwegereparatur Kollwitzstraße (1969). Öl auf Leinwand, 24 cm × 30 cm
  - Kollwitzstraße (1981). Vierfarbiger Reduktions-Holzschnitt, 27 cm × 36,2 cm (Kunstsammlung Pankow)
  - Berliner Runde, Kollwitzstraße 59, 4.Stock (1997). Öl auf Leinwand, 250 cm × 200 cm (Stadtmuseum Berlin)
- Klaus Roenspieß (1935–2021)
  - Platanen der Kollwitzstraße im Winter (2010). Öl auf Leinwand, 100 cm × 80 cm
- Hans-Otto Schmidt (1945–2025)
  - Kollwitzstraße (1991), Öl auf Leinwand, 61 cm × 85 cm
- Christine Perthen (1948–2004)
  - Weißenburger Straße im November (1983). Kaltnadel auf Papier, 34,5 cm × 49 cm (Kunstsammlung Pankow)
  - Das Denkmal am Kollwitzplatz (1984). Kaltnadel auf Papier, 34 cm × 49 cm (Kunstsammlung Pankow)
- Sergej Alexander Dott (* 1959)
  - Leuchtender Pfad (1997). Fassadenprojekt,  Brandwand der Kollwitzstraße 18[120]
  - Kuhuunst – Fassadenprojekt 3 (1999–2000). Kollwitzstraße 18 (Siebdrucke in der Sammlung Haupt)
  - Wilde Natur (2004–2006), Kunst am Bau, Kollwitzstraße 18
- Pat Binder (* 1960)
  - Denkzeichen. Foto/Graphik Galerie Käthe Kollwitz. (1997–2006). Leuchtkasten-Galerie an der Fassade Kollwitzstraße 56a.[121]